# وانغ حزقيال
وانغ حزقيال (بالصينية: 汪涓) هي منافسة ألعاب القوى صينية، ولدت في 3 سبتمبر 1975.

## روابط خارجية
- وانغ حزقيال على موقع Paralympic.org (الإنجليزية)
- وانغ حزقيال على موقع IPC.InfostradaSports.com (مؤرشف) (الإنجليزية)